# دون أندرسون (موظف مدني)
دون أندرسون (بالإنجليزية: Don Anderson)‏ هو موظف مدني أسترالي، ولد في 1 مارس 1917 في Waikerie, South Australia ‏ في أستراليا، وتوفي في 30 نوفمبر 1975 في هايدلبرغ في ألمانيا.